# Автобиография (Кристи)
«Автобиография» (англ. An Autobiography) — автобиографическая книга английской писательницы Агаты Кристи, изданная в 1977 году уже после её смерти. Наряду с написанной ещё ранее «Расскажи, как ты живёшь» (1946) — одна из двух её работ в этом жанре. Большую часть книги составляют воспоминания о детстве, взрослении и воспитании: она с удовольствием возвращается к этим счастливым годам. Также Агата подробно останавливается на своём первом замужестве (1914—1928) с Арчибальдом Кристи и обстоятельствах при которых она стала писать, но свела к минимуму упоминания о скандальном разводе. В 1930 году, совершая путешествие по Ираку, она познакомилась со своим будущим супругом — археологом Максом Маллованом, с которым прожила оставшуюся жизнь. Большое место занимают описания путешествий и археологических экспедиций, в которых она принимала участие. Писательница не уделяет большого внимания обстоятельствам создания многих своих произведений, останавливаясь лишь на тех из них, которые стали поворотными и важнейшими в её творческой жизни. Особое внимание посвящено театральному наследию автора, обращением к которому уделено место в последних главах книги.
История создания «Автобиографии» приводится в самой книге. Так, она начала её писать 2 апреля 1950 года во время нахождения в составе археологической экспедиции в Нимруде, которой руководил её второй муж. Завершила работу над книгой Агата 11 октября 1965 года в своём доме в Уоллингфорде, где она и умерла 12 января 1976 года. «Автобиография» была издана в 1977 году почти через два года после её смерти. Текст воспоминаний был отредактирован Филиппом Зиглером, редактором её постоянного британского издательства William Collins. В подготовке книги к печати также приняли участие единственная дочь писательницы Розалинда и её муж Энтони Хикс. В Великобритании жизнеописание Кристи было опубликовано издательством William Collins в ноябре 1977 года, а в США вышло в Dodd, Mead and Company в том же году. После этого «Автобиография» была переведена на множество языков и неоднократно переиздавалась. Воспоминания Кристи являются ценнейшим источником информации о её жизни, творчестве и мировоззрении, поэтому без обращений к ним не обходится ни один биограф или исследователь литературного наследия писательницы.

## История создания
В конце 1965 года Агата Кристи послала своему постоянному агенту Эдмунду Корку своеобразный «рождественский подарок» — надиктованный черновой вариант части её воспоминаний. Она сопроводила эти материалы следующим замечанием: «Надеюсь, что Вы на меня не в обиде, что я сбываю это Вам». Кристи сама считала, что эта работа ещё далеко не закончена, но собранная информация поможет при подготовки её мемуаров к печати.

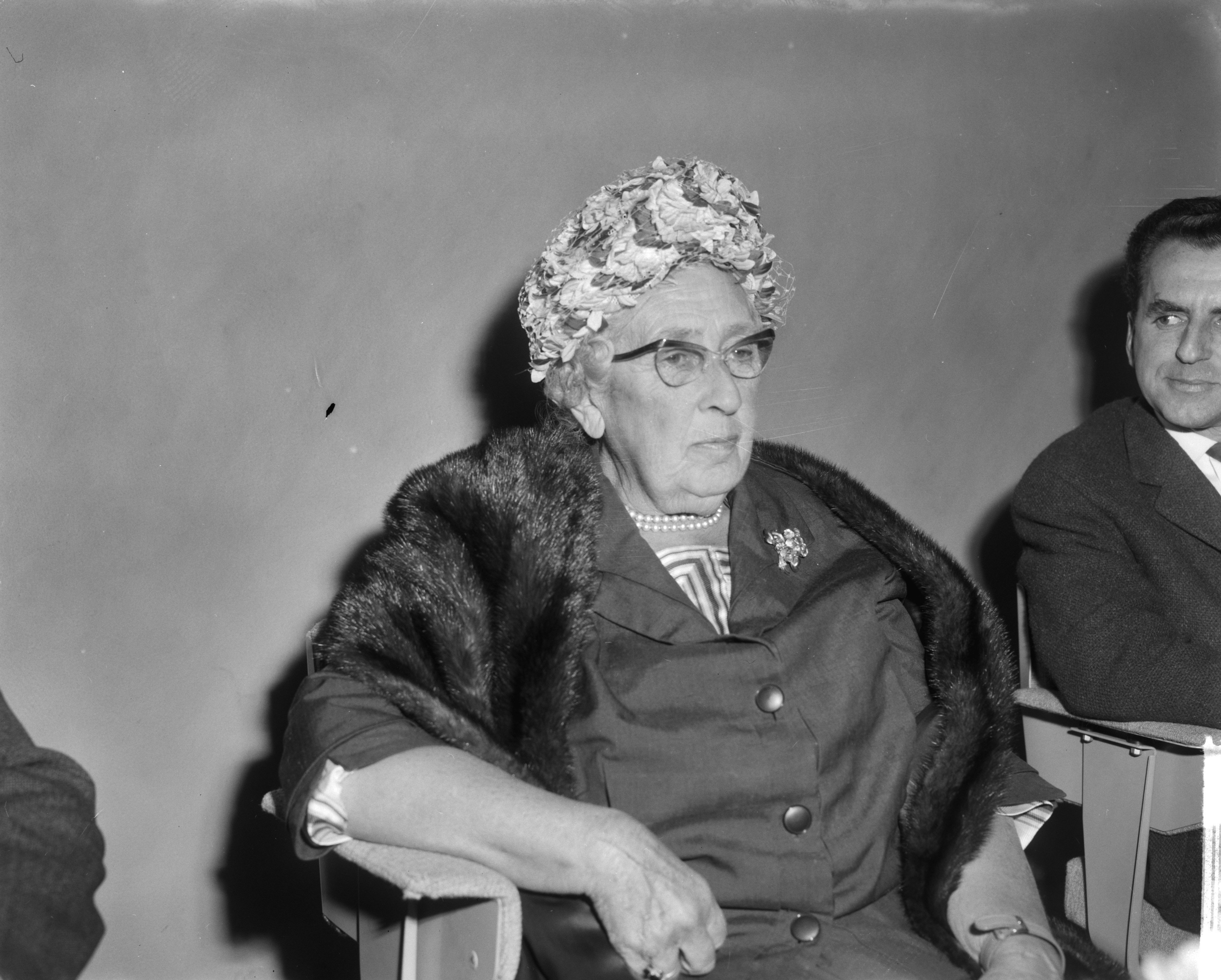
Агата Кристи в 1964 году

Согласно приводимым писательницей сведениям, книгу она начала писать 2 апреля 1950 года во время нахождения в составе археологической экспедиции в Нимруде. Она работала на раскопках этого древнего города в Месопотамии, расположенного на территории современного Ирака, со своим вторым мужем, археологом Максом Маллованом. Желание написать такого рода книгу возникло у неё «абсолютно неожиданно». По словам Кристи, завершила она «Автобиографию» 11 октября 1965 года в своём доме в Уоллингфорде. В этом же доме она умерла через одиннадцать лет — 12 января 1976 года. Биограф писательницы Джанет Морган на основе проведённого исследования пришла к выводу, что такое хронологическое указание нельзя полностью принять на веру. По её мнению, Кристи действительно собирала все свои записи и дневники, но до 1962 года намеревалась их использовать не в обширной автобиографии, а в качестве основы какого-либо небольшого сочинения, как это уже имело место в случае книги воспоминаний «Расскажи, как живёшь» (1946), повествующей о её жизни и деятельности во время археологических экспедиций в Ираке и Сирии, в которых она принимала участие в 1930-е годы. Также она рассматривала возможность отдельно описать свои детские годы.
Одним из мотивов к созданию книги мемуарного характера было то, что Кристи самостоятельно намеревалась представить изложение своей жизни и творчества, не доверяя сторонним лицам. В 1960-е годы к «королеве детектива» и её агенту многие обращались за разрешением написать её биографию, но она отвечала решительным отказом, так как считала, что ей не нужна такая книга. Кроме того, Кристи говорила, что читателям прежде всего должны быть интересны её сочинения, а вовсе не её личность. Однако с течением времени она изменила свою позицию, примирившись с тем, что такая книга всё же имеет право на существование. В феврале 1965 года она говорила Корку, что её буквально преследуют с просьбами написать её биографию. Она противилась этому, так как она ещё не умерла, и, кроме того, никто из посторонних людей о ней ничего толком не знал. Однако уже в конце того же года она говорила, что удовлетворена тем, что «подготовилась» на случай смерти, так как сумела лично создать своё жизнеописание. Она уже сознавала, что не сумеет полностью самостоятельно завершить свою работу, и согласилась с тем, что без постороннего участия довершить начатое не удастся. В 1966 году она подчеркнула в интервью значение своих воспоминаний: «Если в будущем кто-то будет описывать мою жизнь, то сможет взять из книги достоверные факты». Некоторые материалы, относящиеся к автобиографии содержатся в сохранившихся записных книжках Кристи, но они носят крайне запутанный и разрозненный характер. По оценке их исследователя Джона Каррана, в основном они представляют собой краткие, по его выражению — «бессвязные», напоминания для самого автора.
После смерти Кристи текст её воспоминаний был отредактирован Филиппом Зиглером, редактором её постоянного британского издательства William Collins. В подготовке книги к печати также приняли участие единственная дочь писательницы Розалинда Хикс и её муж Энтони Хикс. Оказать помощь в подготовке к печати намеревался и муж Кристи, но ему помешали болезнь и новый брак.
В 2008 году внук писательницы Мэтью Причард обнародовал информацию о том, что им были обнаружены магнитофонные записи его бабушки, на которых она записывала материалы при подготовке своего жизнеописания. Эти неизвестные ранее кассеты состоят из 27 получасовых аудиозаписей, которые Кристи надиктовала при помощи магнитофона Grundig Memorette. Лора Томпсон, биограф Кристи, подчеркнула, что «необычная находка» представляет собой очень большую ценность, так как писательница очень редко давала интервью и сохранилось очень мало записей с её голосом.

## Содержание

### Характер повествования
Три четверти своего жизнеописания Кристи посвятила подробному, но довольно избирательному и прихотливому отчёту о первых сорока годах своей жизни, тогда как другие почти четыре десятилетия её биографии представлены в гораздо меньшей степени. Такую особенность можно объяснить тем, что с возрастом писательница с большим удовольствием возвращалась к годам своей молодости, первой половины своей жизни. В этом отношении показательны её слова в заранее написанном предисловии о том, что она будет создавать «Автобиографию» с целью насладиться счастьем воспоминаний. Делать это она намеревалась не спеша, чтобы писать время от времени по несколько страниц, на что, вероятно, должны были уйти годы. В эпилоге по поводу характера описания своей жизни Кристи писала, что благодаря работе над книгой совершила своеобразное путешествие во времени: «Не столько назад, через прошлое, сколько вперёд — к началу всего, к той себе, которой ещё предстояло взойти на борт корабля, и этот корабль должен был пронести меня сквозь годы. Я не связывала себя ни временем, ни местом повествования, останавливалась там, где хотела, совершала скачки то вперёд, то назад — по желанию».

### Детство и ранние годы

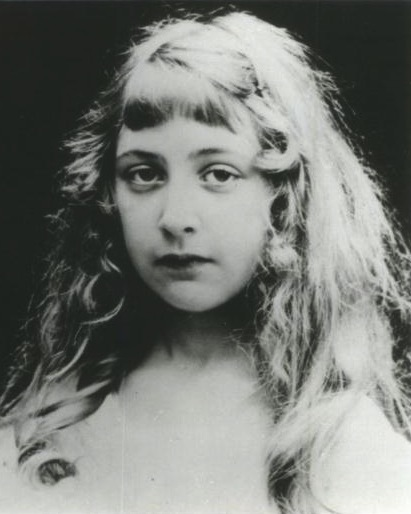
Агата Кристи в детстве

Кристи всю свою жизнь с любовью вспоминала родителей и счастливые детские годы, проведённые в самом любимом на протяжении всей жизни доме Эшфилд в родном Торки, графство Девон. Она родилась 15 сентября 1890 года в семье Фредерика (1846—1901) и Клариссы (урожденная Бомер; 1854—1926) Миллер, став третьим ребёнком после дочери Маргарет «Мадж» (в замужестве Фрери; 1879—1950) и сына Луиса Монтана «Монти» (1880—1929). Она с благодарностью писала про отца, американца по происхождению, который умер, когда ей было одиннадцать лет, и про мать. В одном из писем 1973 года она вспоминала, что с пяти до 12 лет у неё была «замечательно счастливая жизнь». Про это она указывает и в автобиографии. Так, по её словам, самое большая удача в жизни человека — это счастливое детство: «У меня было очень счастливое детство. Милые моему сердцу дом и сад, мудрая и терпеливая Няня, мама и папа, горячо любившие друг друга, сумевшие стать счастливыми супругами и родителями».

### Первый брак

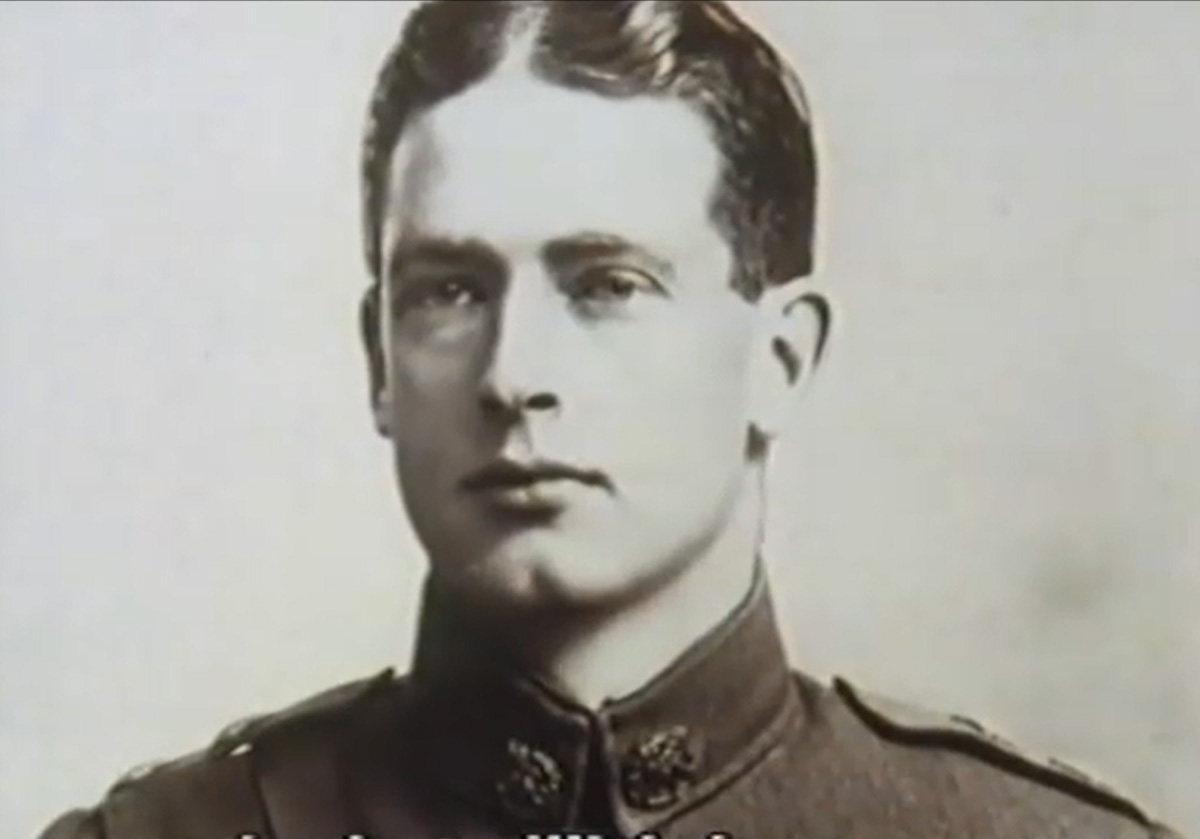
Арчибальд Кристи, 1915

Несмотря на развод с первым мужем Арчибальдом Кристи, фамилию которого она оставила, Кристи сочувственно описывает их взаимоотношения, рассказывая подробности их знакомства, брака и семейной жизни. Познакомившись в 1912, они заключили брак в декабре 1914 года, но из-за Первой мировой войны их полноценная семейная жизнь началась только в январе 1918 года, когда Арчи вернулся с фронта. С началом войны Агата устроилась работать сестрой милосердия в военный госпиталь, а несколько позже — в госпитальную аптеку, где познакомилась с основами фармакологии. Этот период стал началом творческого пути Агаты Кристи. Согласно воспоминаниям, на мысль о том, чтобы написать первый детективный роман «Загадочное происшествие в Стайлзе», её натолкнул разговор со старшей сестрой Мэдж, который приобрёл форму шуточного пари. Наблюдая за бельгийскими беженцами в её родном Торки, писательница создала ставшего впоследствии знаменитым детектива Эркюля Пуаро. Это одно из немногих произведений писательницы, про обстоятельства возникновения которого она подробно написала в «Автобиографии».

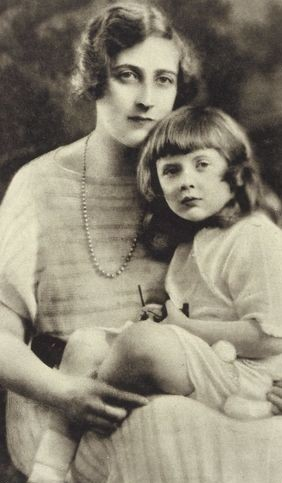
Агата Кристи со свой дочерью Розалиндой

В августе 1919 года у супругов родилась единственная дочь — Розалинда. В 1920 году первый роман Кристи опубликовало лондонское издательство «Бодли Хед» (англ. The Bodley Head), с которым она несколько неосмотрительно заключила контракт, воодушевлённая тем, что её книгу приняли. Кристи долгое время не воспринимала себя в качестве профессионального писателя и не считала, что может зарабатывать приличные деньги литературной деятельностью. Однако её известность постепенно росла, появились поклонники её творчества. Целая глава «Автобиографии» посвящена событиям кругосветного путешествия супругов Кристи по британским владениям с 20 января по 1 декабря 1922 года. Материальное положение семьи значительно улучшилось после того как Арчи устроился на престижную работу в лондонском Сити. После этого супруги Кристи решили переехать в пригород Лондона. Литературный агент Эдмунд Корк познакомил Агату с Уильямом Коллинзом, ставшим впоследствии её издателем на всём протяжении её творческого пути. 27 января 1924 года Кристи подписала с издательством William Collins контракт на три книги. После того как обязательства перед прежним её издательством были выполнены, она предложила Коллинзу свой новый роман — «Убийство Роджера Экройда», имевший значительный успех и принесший ей ещё большее признание.
Пятого апреля 1926 года умерла мать Агаты, что она сильно переживала, однако не нашла надлежащей поддержки со стороны Арчи. В августе того же года муж Кристи признался в неверности и попросил развод, поскольку влюбился в свою коллегу по гольфу Нэнси Нил. Несколько месяцев они безрезультатно пытались наладить отношения, между ними часто возникали скандалы. После крупной ссоры с мужем 3 декабря 1926 года Агата исчезла из своего дома в Беркшире. Её исчезновение вызвало громкий общественный резонанс и шумную кампанию в прессе, поскольку уже появились поклонники её творчества и она стала известна в литературных кругах. 14 декабря её нашли в фешенебельной гостинице Swan Hydropathic Hotel городка Харрогейт, где она зарегистрировалась под выбранной ей фамилией любовницы мужа. Однако в «Автобиографии» про эти события написано лишь следующее: «Итак, вслед за болезнью пришли тоска и отчаянье. Сердце моё было разбито. Но не стоит долго на этом останавливаться. Я терпела год, надеясь, что Арчи переменится. Он не переменился. Так закончился мой первый брак». Джаред Кейд, посвятивший исчезновению Кристи книгу «Агата Кристи. Одиннадцать дней отсутствия», отмечал, что она не захотела даже просто упомянуть о знаменитом исчезновении в своём жизнеописании: «Многие читатели почувствовали себя обманутыми. Некоторые комментаторы даже задались вопросом: уж не является ли это актом отмщения прессе, которая все прошедшие годы постоянно следила за Агатой?»
Некоторое время после смерти матери и во время бракоразводного процесса Кристи не могла вернуться к работе. После развода она с дочерью Розалиндой и Карло уехала на Канарские острова, где в этот тяжёлый для себя период закончила роман «Тайна „Голубого поезда“», который, видимо, по личным причинам считала очень неудачным. Многими исследователями это событие признаётся одним из ключевых в её творческой биографии, так как знаменует переход Кристи из писателя-любителя в профессионального литератора. По её словам, эти две категории авторов отличаются тем, что последний должен писать даже тогда, когда работа не приносит удовлетворения и получается не совсем то, что хотелось бы. Вернувшись в Англию, она поселилась в небольшой квартире в лондонском Челси. События последних лет не могли не сказаться на её характере, про что она писала: «…я снова была той Агатой — только более жёсткой и недоверчивой к окружающему миру, зато лучше приспособленной к жизни в нём».

### Второй брак
Осенью 1928 года по совету знакомых Агата совершила путешествие на поезде «Восточный экспресс» до Стамбула, откуда через сирийский Дамаск добралась до Ирака, в Багдад. Там она отправилась осмотреть археологическую экспедицию под руководством Леонарда Вулли в Уре, где её очень гостеприимно встретили. Такое отношение объяснялось тем, что Кэтрин Вулли, обладающая сложным характером жена руководителя раскопок, недавно прочитала роман «Убийство Роджера Экройда». Он ей очень понравился, и она рекомендовала его своим знакомым.
В 1930 году, совершая второе путешествие по Ираку, на раскопках в Уре Кристи познакомилась со своим будущим супругом — археологом Максом Маллованом, который был моложе её на пятнадцать лет. Несмотря на некоторое предубеждение к возобновлению серьёзных отношений, а также опасения родственников, она всё-таки отдалась новому чувству и приняла его предложение о браке. Поженились они 11 сентября 1930 года в церкви Святого Кутберта в шотландском Эдинбурге. В этом браке Агата Кристи прожила всю оставшуюся жизнь, до своей смерти в 1976 году.
Медовый месяц они провели в Венеции, на Адриатическом побережье Хорватии, откуда морем отправились в Грецию. В Афинах она получила сильное пищевое отравление, но её сумели спасти. Ещё не полностью оправившись от болезни, она настояла на том, чтобы муж отправился в Ирак продолжать археологические раскопки, не дожидаясь её, в срок, ранее установленный Вулли для встречи в Багдаде — 15 октября; сама же она вернулась в Англию. Греческий врач, лечивший Агату, был поражён тем, что муж покинул жену в тяжёлом положении, и говорил, что это неправильно. По мнению Морган, видимо, именно эта история приведена в романе «Смерть в облаках» (1935), в одной из сцен которого молодой археолог рассказывает об англичанине, который был вынужден оставить жену, так как это требовалось по службе. И он, и его жена не видели в этом ничего предосудительного, но врач-иностранец счёл его поведение самым настоящим варварством.
Кристи говорила о своём браке, что для археолога женщина должна быть как можно старше, ведь тогда её ценность значительно возрастает. С тех пор она периодически проводила несколько месяцев в году в Сирии и Ираке в экспедициях вместе с мужем. Весной 1931 года она отправилась в Ур, где живо интересовалась археологическими изысканиями. После окончания сезонных работ они с мужем вернулись в Англию через Персию (Тегеран, Шираз, Исфахан) и СССР (Баку, Батуми), Турцию (Стамбул).
Осенью 1931 года, после нахождения на острове Родос, Агата присоединилась к археологической экспедиции Реджинальда Кемпбелла Томпсона в Ниневии, в нескольких километрах от иракского города Мосул, где теперь работал её муж. В декабре 1931 года она вернулась в Англию на поезде «Восточный экспресс»; впечатления от поездки и общение с пассажирами во время этого путешествия легли в основу одной из самых известных её книг — «Убийство в „Восточном экспрессе“». Во время нахождения на раскопках в Ниневии Макс и Агата побывали в районе кургана в Нимруде, где муж сказал ей, что больше всего на свете он хотел бы провести здесь самостоятельные раскопки. Это желание позже осуществилось при финансовом участии Кристи, которая также помогала и в работе — занималась документацией, фотографировала, чистила и сортировала находки. Она очень гордилась той ролью, которую сыграла в проведении экспедиций мужа в Арпачии недалеко от Нимруда, в Сирии, а позже и в Нимруде. Она также ценила полученные результаты поисков и книгу Макса об Арпачии, как и его итоговую работу «Нимруд и то, что в нём сохранилось» (англ. Nimrud and its Remains). После подъёма освободительного движения в Ираке против британского управления экспедиция, руководимая Маллованом, переместилась в Сирию. Во время Второй мировой войны, проживая в Лондоне, Агата написала книгу воспоминаний о счастливых годах их жизни в Сирии под названием «Расскажи, как ты живёшь» (1946), которую любила перечитывать в старости.

### Вторая мировая война

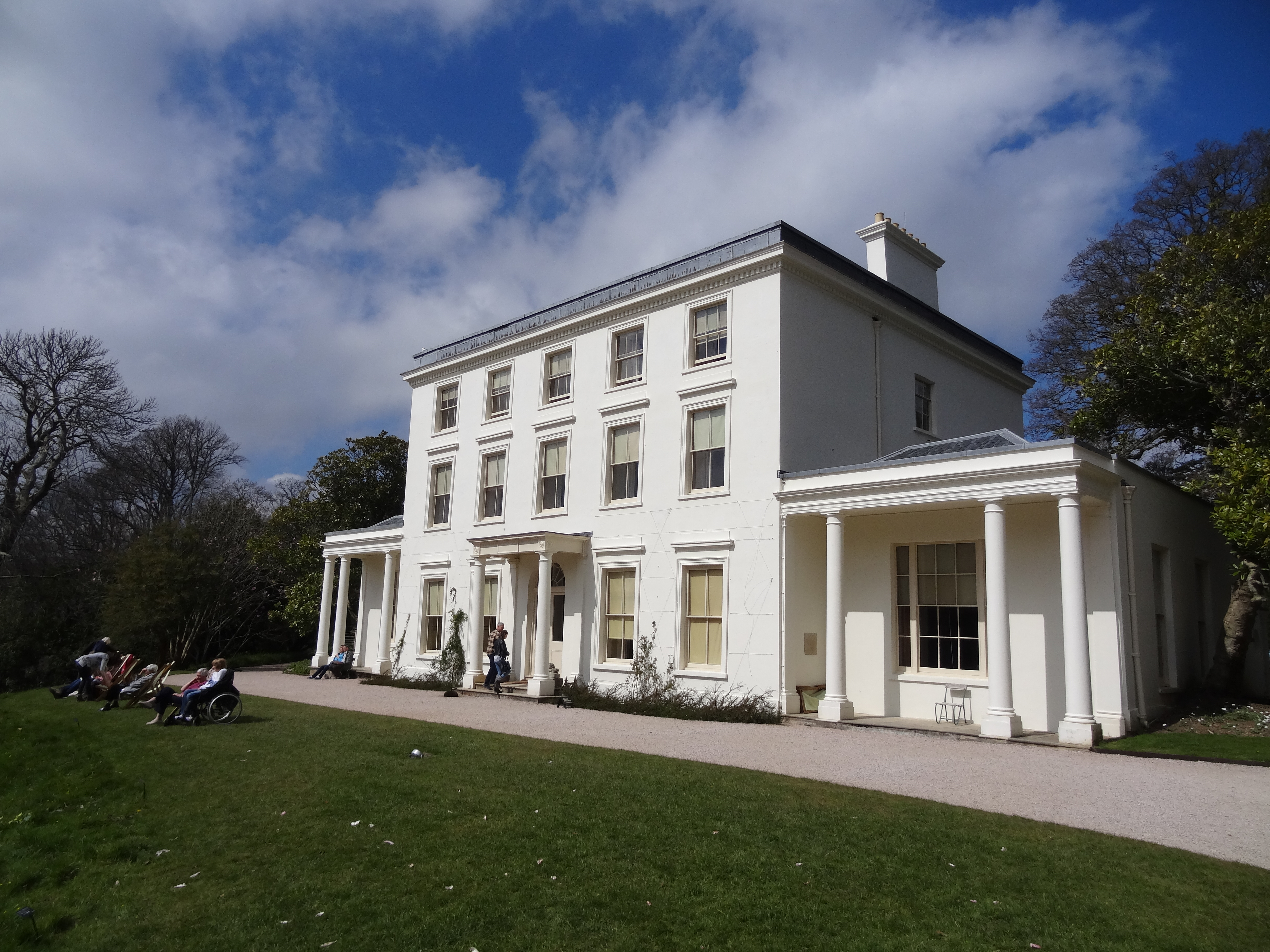
Поместье Гринуэй, где жили члены семьи Агаты Кристи

В 1938 году Кристи приобрела поместье Гринуэй в Торки, который в следующем году перестроила по свому вкусу. Впоследствии там проживала она и члены её семьи, а во время Второй мировой войны некоторое время он использовался под нужды армии. С началом войны Макс был зачислен в самооборону; Агата же сначала поработала в аптеке в Торки, чтобы освежить в памяти медицинские знания, полученные во время Первой мировой войны, а затем устроилась провизором в аптеке лондонского Университетского колледжа. Там она познакомилась с неизвестными ей ранее ядами, сведения о которых использовала в своих произведениях. Со временем тяготы войны стали восприниматься как часть повседневной жизни, через три года после её начала Кристи писала, что они даже не могли представить себе положение без её существования. В это тяжёлое время она старалась погрузиться в работу: «Я была занята по горло: работала в больнице два полных дня, три раза в неделю — по полдня и раз в две недели — утром, по субботам. Всё остальное время писала». В начале войны Розалинда вышла замуж за армейского майора Хьюберта Причарда, а 21 сентября 1943 года у них родился сын — Мэтью. Однако радость семьи была недолгой — Хьюберт долго числился среди пропавших без вести, а потом им сообщили, что он погиб во Франции. Маллован был переведён в действующую армию, где проходил службу в Северной Африке: Египте, Ливии, Марокко. В конце войны он вернулся в Англию, где после непродолжительного отпуска вновь стал работать в Министерстве авиации.

### Раскопки в Нимруде

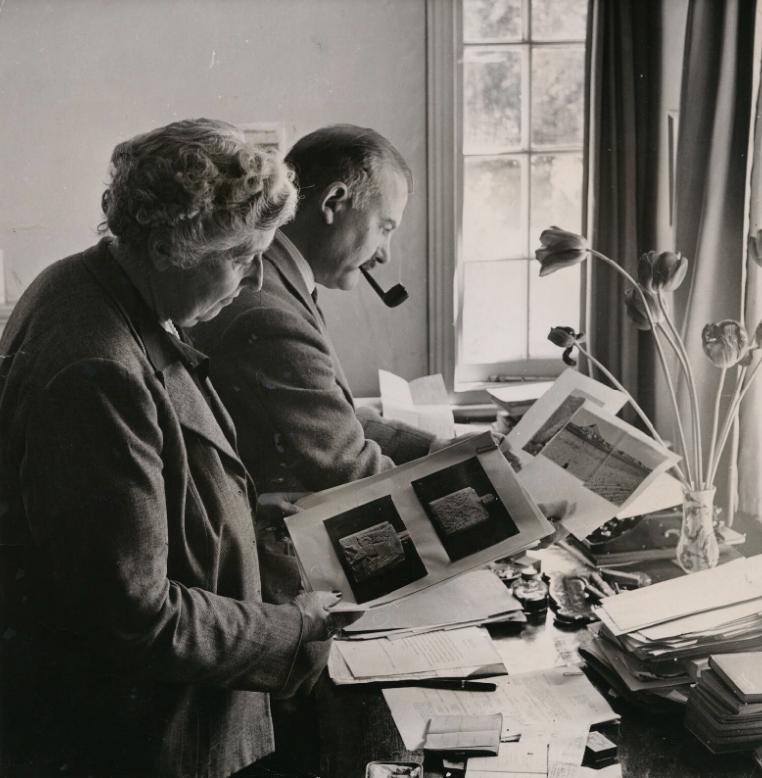
Агата Кристи и Макс Маллован за просмотром фотографий археологических находок, 1950

В 1948 году Макс решил вернуться с Агатой в Ирак и вновь заняться археологической деятельностью. Объектом раскопок опять был выбран Нимруд, работам по исследованию которого они посвятили последующие десять лет. Агата активно принимала участие в археологических изысканиях мужа, так как имела склонность к этой исторической дисциплине, и жалела, что не занялась ей в молодости. По словам мужа, она была самым большим знатоком доисторической керамики среди европейских женщин. В первый сезон они с мужем жили в доме шейха, а на следующий год вернулись на раскопки в построенный по их заказу дом, который со временем расширяли. В одной из пристроенных комнат, получившей название «Дом Агаты», писательница занималась литературной деятельностью и начала работать над «Автобиографией». Однако в этот период жизни в Ираке большую часть времени она посвящала археологии: фотографированию и проявке снимков находок, а также чистке артефактов.
Агата и Макс также располагали старым домом в Багдаде, построенном в турецком стиле, который она очень любила. В Ираке у них было много друзей, и местные жители, знавшие их, очень доброжелательно и гостеприимно их встречали, особенно те, с которыми супруги были знакомы ещё в 1930-е годы. Кристи отмечала, что ей очень нравилось в Ираке, и она с большой теплотой вспоминает эти земли. «Я и сейчас люблю его и буду любить всегда», — писала она про Ирак в конце последней главы своих воспоминаний.

### Театральное творчество
В конце «Автобиографии» Кристи обратилась к театральным адаптациям своих книг и оригинальным пьесам, многие из которых имели значительный успех у публики. Ранее она особо останавливалась на таком сложном романе, как «Десять негритят», которым очень гордилась, так как осознавала, какие трудности пришлось преодолеть при создании столь замысловатого сюжета. По этой книге она написала пьесу, но в связи с театральными особенностями постановки сюжет пришлось переделать, сохранив в конце жизни двум персонажам. Однако эта адаптация продолжительное время не находила место на сцене, пока её не поставила Айрин Хеншелл, чему Агата была очень рада. Именно после театральной инсценировки романа «Десять негритят» Кристи решила самостоятельно заниматься переделкой своих книг для сцены. Через несколько лет она обратилась к роману «Лощина» (1946), который адаптировала в виде одноимённой пьесы, успешно поставленной на сцене в 1951 году. Главным изменением сюжетной линии стало отсутствие среди героев Эркюля Пуаро. Опыт работы над этой пьесой укрепил её в намерении написать уже самостоятельное театральное произведение.
В 1947 году по заказу Би-Би-Си был поставлен двадцатиминутный радиоспектакль под названием «Три слепых мышонка». Постановка была создана к восьмидесятилетию Королевы Марии по её личной просьбе, так как она была поклонницей творчества Кристи. Этот «радиоскетч» имел успех, и Агата решила переработать его в полноценную театральную пьесу. Так как название «Три слепых мышонка» уже имелось у другого автора, решено было остановиться на «Мышеловке». Её официальная премьера состоялась 25 ноября 1952 года на сцене лондонского театра Ambassador. Главные роли исполнили знаменитый актёр Ричард Аттенборо и его жена Шейла Сим. До официальной премьеры спектакль был поставлен на сцене королевского театра в Ноттингеме. Эта пьеса стала необычайно популярной, идя в театре на протяжении десятков сезонов, а доходы от неё Агата передала своему внуку Мэтью. До того она передавала права на свои книги дочери, мужу, его племянникам, фонду Вестминстерского аббатства, другим благотворительным организациям.
Ещё одной запоминающейся пьесой стала для Агаты постановка «Свидетель обвинения», ставшая одним из её любимых сценических произведений. Впервые она была сыграна в Лондоне в октябре 1953 года в Winter Garden Theatre, а её продюсером также выступил Питер Сандерс. По поводу первого показа Кристи писала: «С уверенностью могу сказать, что это единственная премьера, доставившая мне удовольствие». Ещё одним театральным произведением, про которое она вспоминает, стала «Паутина», также поставленная при участии Сондерса. Она была написана специально для актрисы Маргарет Локвуд, которая успешно исполняла роль Клариссы на протяжении двух лет. Следующими драматическими произведениями стали «Нежданный гость» и «Вердикт». Последняя пьеса не получила признания у публики, но самой Кристи очень нравилась: она назвала её самой удачной после «Свидетеля обвинения».

## Мировоззрение
Воспоминания Кристи являются ценнейшим источником информации о её жизни, творчестве и взглядах, и без обращений к ним не обходится ни один её биограф и исследователь. В книге представлено мировоззрение Кристи, она делится своими взглядами на жизнь по самым разным вопросам, многие из которых ранее были представлены на страницах её художественных книг в виде мнений персонажей, авторских отступлений. Значительный интерес представляют страницы, повествующие о её творческих принципах и методах работы. Она отмечала, что понимала свои ограниченные возможности в области литературы, но не пыталась копировать стиль писателей, которыми восхищалась, стараясь оставаться собой. «Я попробовала себя в разных областях, но никогда не упорствовала в том, что плохо получалось и к чему у меня не было природной одарённости», — писала она.
Мне часто вспоминается грамота, висевшая на стене у меня в детской, — кажется, я получила её в награду за победу в соревнованиях по метанию мячиков, которые проводились для детей во время одной из регат. На ней было написано: «Не умеешь водить паровоз — стань кочегаром». По-моему, лучшего жизненного девиза не сыскать. Смею думать, мне удавалось придерживаться его.
Анджапаридзе подчёркивал то, что в своих произведениях Кристи передавала ту жизнь и тех персонажей, которых хорошо знала. Она была выдающаяся «в рамках своего дарования — нравоописательница обширной социальной прослойки». По своим убеждениям она была сторонницей консервативных, викторианских ценностей и исповедовала викторианскую мораль. Большое влияние на её образ мыслей также оказывали Библия и церковь. В семье, принадлежащей к высшему среднему классу, ранее богатой, но обедневшей со временем, царили викторианский дух и довольно консервативные, патриархальные взгляды на семью и общество. В соответствии с такими традициями Агата получила домашнее несистематичное образование, призванное, прежде всего, подготовить её не к профессиональной деятельности, а к роли хорошей жены и матери. Однако по ряду причин личного и материального плана она стала признанной писательницей золотого века детектива.
Биограф Кристи Гвен Роббинс подчёркивала, что писательница на протяжении всей жизни отличалась вниманием к различным общественным процессам, проблемам нравственности. Сама Кристи позже заметила, что её очень пугает то, что молодёжь приобщается к криминальному миру, совершает преступления: «Многие годы, описывая бесчестные поступки, я могу только подтвердить известную истину: „честность — лучшая политика“. И с каждой своей новой книгой я укрепляюсь в правоте этих слов».
Особенно она была непреклонна в отношении убийц, считая, что для людей они представляют собой безусловное зло, так как они не могут дать обществу ничего кроме ненависти, которая является их орудием. Она предполагала, что эти качества заложены в таких людях изначально, их можно пожалеть, но щадить ни в коем случае нельзя. Такая жёсткая позиция во многом была обусловлена чувством сострадания к жертвам, ограждением невиновных от убийц: «Невиновный должен быть защищён; он должен иметь возможность жить в мире и согласии с окружающими». Она выступала против применения к убийцам пожизненного заключения, предпочитая, чтобы к такой категории лиц применялась депортация на необжитые территории, населённые примитивными людьми. Другой приемлемой мерой наказания для убийц, по её мнению, могли стать принудительные общественные работы, или выбор между отравлением и предоставлением своего тела для проведения опасных медицинских опытов. Если в результате смертельно опасных научных экспериментов преступник оставался жив, то он мог бы вернуться в общество, чтобы начать жизнь сначала и встать на путь исправления. В начале 1930-х годов в Багдаде Агата впервые в жизни столкнулась с  нацистами — доктором Джорданом и его женой, и их призывы к истреблению евреев, ставшие предзнаменованием Второй мировой войны, возмутили её и повергли в отчаяние.

## История публикации
В Великобритании «Автобиография» была опубликована издательством William Collins в ноябре 1977 года, а в США издательством Dodd, Mead and Company в том же году. Тогда же увидела свет немецкоязычная публикация. После этого «Автобиография» была переведена на множество языков и неоднократно переиздавалась. На русский язык впервые полностью переведена Валентиной Чемберджи и Ириной Дорониной и опубликована в книге ««Агата Кристи. Автобиография» в 1999 году. Для издания Полного собрания сочинений Кристи перевод был выправлен и отредактирован. После этого на русском языке книга неоднократно переиздавалась.

## Критика
После выхода книги она была благожелательно принята критикой и публикой. Лондонская «Таймс» по этому поводу писала: «Агата Кристи снова на высоте — эта книга изумительно легко читается и не менее захватывающая, чем „Десять негритят“». Не написав подробно о некоторых своих работах, она вызвала разочарование со стороны работавших с ней людей. Так, режиссёр Хьюберт Грегг, поставивший шесть её пьес, в своих мемуарах «Агата Кристи и вся эта Мышеловка» отмечал, что Кристи оказалась неблагодарным человеком. По его словам, она была в долгу перед театральным импресарио Питером Сондерсом, организовавшим постановку самой успешной её пьесы «Мышеловка», но в своей автобиографии она почти не упоминает о нём. В такой же мере это касается пьесы «Нежданный гость», режиссёром которой был Грегг, про которую она просто упоминает, что написала это произведение. По мнению режиссёра, Кристи не хотела признаться даже себе, что её театральные достижения не могли быть достигнуты без посторонней помощи. Официальный биограф писательницы Джанет Морган не разделяла такую точку зрения. По её мнению, «Автобиография» представляет собой правдивую книгу, проливающую свет на многие загадки жизни и творчества «королевы детектива»:
В этой чудесной книге она рассказывает о себе, своей жизни и окружавших её людях с мягким юмором и даёт нам, как и в другой автобиографической повести, «Расскажи, как живёшь», много ключей к разгадке её жизни и характера. В ней Агата рисует свой «правдивый портрет», а то, чего нет в «Автобиографии», читатели найдут в её произведениях.
Цимбаева расценила книгу как не совсем достоверное повествование, так как её создательница предпочитала «доброту точности». В неё попали только те воспоминания, которые ассоциировались у Кристи со счастливыми моментами жизни, стараясь избегать всего «неприятного и болезненного». Историк и литературовед Арсений Богатырёв пришёл к выводу, что многие факты из собственной биографии писательницы перенесла на странице своих произведений, а образы её персонажей навеяны воспоминаниями родственниках и знакомых.
По наблюдению американского биографа Кристи Ричарда Хэка над рукописью была проведена большая работа и, в первую очередь, в этом отношении он отмечает вклад редактора Циглера. По оценке Хэка, в итоге «получилась невероятно захватывающая история, состоящая из отдельных воспоминаний, особенно дорогих писательнице». Мэри Уагонер, в заключении своей монографии посвящённой Кристи, рассматривая её вклад в литературу, писала, что обе её книги мемуарного характера («Расскажи, как ты живёшь» и «Автобиография») представляют значительный интерес. Они служат ярким примером её повествовательного мастерства и являются образцом незаурядного личного обаяния. Однако, по мнению исследовательницы, авторитет английской писательницы никогда не был основан на этих работах, а также триллерах и мелодраматических книгах, так как она вошла в историю именно как выдающийся мастер детективной литературы.

### Комментарии
1. ↑  Кэтрин Вулли послужила прототипом Луизы Лейднер, главной героини известного романа Кристи «Убийство в Месопотамии» (1936), погибшей от рук своего мужа-археолога[18].
2. ↑  Российский биограф писательницы Екатерина Цимбаева высказала предположение, что поездка по территории СССР была вызвана разведывательной деятельностью Маллована в пользу британских спецслужб[26].
3. ↑  Внук Кристи Мэтью Причард (англ. Matthew Prichard) возглавлял фонд Agatha Christie Limited, обладающий правами на её произведения[21].